# Pionites leucogaster
Pionites leucogaster là một loài chim trong họ Psittacidae.
Loài này được tìm thấy trong rừng ẩm và môi trường sống trong rừng ở phía nam sông Amazon ở Brazil. Loài này thường khá phổ biến trong phạm vi của nó và có thể dễ dàng nhìn thấy trong một loạt các khu vực được bảo vệ, chẳng hạn như Công viên bang Cristalino (gần Alta Floresta), Công viên quốc gia Xingu và Công viên quốc gia Amazônia ở Brazil.